# El Hassan el-Abbassi
El Hassan el-Abbassi (arabisch الحسن العباسي, DMG al-Ḥasan al-ʿAbbāsī; * 13. April 1984 in Casablanca) ist ein bahrainischer Langstreckenläufer marokkanischer Herkunft, der seit 2014 für Bahrain startberechtigt ist. Er nahm 2016 für Bahrain an den Olympischen Sommerspielen teil.

## Sportliche Laufbahn
Erste internationale Erfahrungen sammelte El Hassan el-Abbassi beim Zhuhai International Half Marathon 2011, den er in 1:01:38 h gewann. 2013 siegte er beim Marrakesch-Halbmarathon in 1:01:09 h und entschied sich daraufhin für Bahrain zu starten. 2014 gewann er bei den Asienspielen im südkoreanischen Incheon in 28:11,20 m die Goldmedaille über 10.000 Meter vor dem Japaner Suguru Ōsako. 2015 wurde er bei den Crosslauf-Weltmeisterschaften in Guiyang 15. und gewann in der Teamwertung die Bronzemedaille. Bei den Asienmeisterschaften in Wuhan gewann er ebenfalls die Goldmedaille über 10.000 Meter; diesmal setzte er sich gegen den Inder Lakshmanan Govindan durch. Damit erhielt er ein Freilos für die Weltmeisterschaften in Peking, bei denen er im Finale den zwölften Platz belegte. Im Oktober gewann er zudem bei den Militärweltspielen in Mungyeong ebenfalls Gold. 2016 qualifizierte er sich über diese Distanz für die Olympischen Spiele in Rio de Janeiro, bei denen er in 28:20,17 min den 26. Platz erreichte. 2017 und 2018 gewann er den Berkane-Halbmarathon sowie 2017 auch den Marrakesch-Halbmarathon. 2018 nahm er an den Halbmarathon-Weltmeisterschaften in Valencia teil und wurde dort mit einer Zeit von 1:01:41 h 21. Bei den Asienspielen in Jakarta gewann er in 2:18:22 h die Silbermedaille im Marathon hinter dem Japaner Hiroto Inoue, der zeitgleich mit ihm ins Ziel kam. 2019 musste er beim Tokio-Marathon aufgeben und belegte bei den Weltmeisterschaften in Doha nach 2:11:44 h den siebten Platz, ehe er beim Shanghai-Marathon nach 2:08:58 h auf Rang zwei gelangte. Im Jahr darauf wurde er in 2:06:22 h Sechster beim Tokio-Marathon und im Jahr darauf gelangte er bei den Olympischen Spielen ebendort nach 2:15:56 h auf Rang 25.
2012 wurde el-Abbassi marokkanischer Meister im 10.000-Meter-Lauf.

### Dopingsperre
Bei einer am 8. August 2021 während der Olympischen Spiele genommenen Probe war Blutdoping (Eigenblutspende) festgestellt worden, woraufhin ihn die Unabhängige Integritätskommission (AIU) des Leichtathletikweltverbandes World Athletics vorläufig sperrte.

## Persönliche Bestleistungen
- 5000 Meter: 13:19,36 min, 9. Juli 2016 in Barcelona
- 10.000 Meter: 27:25,02 min, 29. Mai 2015 in Eugene
- 10-km Straßenlauf: 27:37 min, 25. Mai 2013 in Ottawa
- Halbmarathon: 59:27 min, 28. Oktober 2018 in Valencia
- Marathon: 2:04:43 h, 2. Dezember 2018 in Valencia (Asienrekord)